# 霍赫莱德
霍赫莱德（荷蘭語：Hooglede，荷蘭語發音：[ˈɦoːxˌleːdə]）是比利时弗拉芒大區西佛兰德省鲁瑟拉勒区的一个市镇，通行荷蘭語，是弗拉芒社群的一部分，面积38.11平方千米，人口9,950人（2018年1月1日）。